# Puerta de la Villa Medieval de Zahara

## La Puerta de la Villa Medieval de Zahara

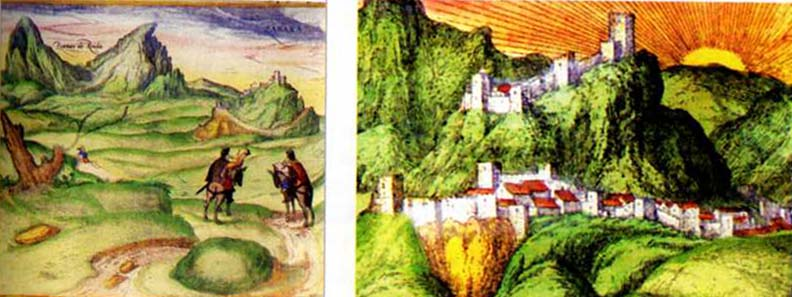
Grabados de Zahara del s.XVI.

Zahara de la Sierra, villa que pertenece a una de las ocho provincias, concretamente Cádiz, en que actualmente se divide Andalucía, tiene su pasado más significativo en la época islámica. Los primeros documentos históricos sobre la fortificación de Zahara son de autores árabes, los restos más visibles pertenecen a las murallas nazaríes y su nombre resulta de la castellanización del topónimo árabe Sajra acompañado del nombre Abbad. Concretamente, Al-Sajra significa peña fortificada y hace referencia a todas aquellas fortificaciones situadas en un cerro.

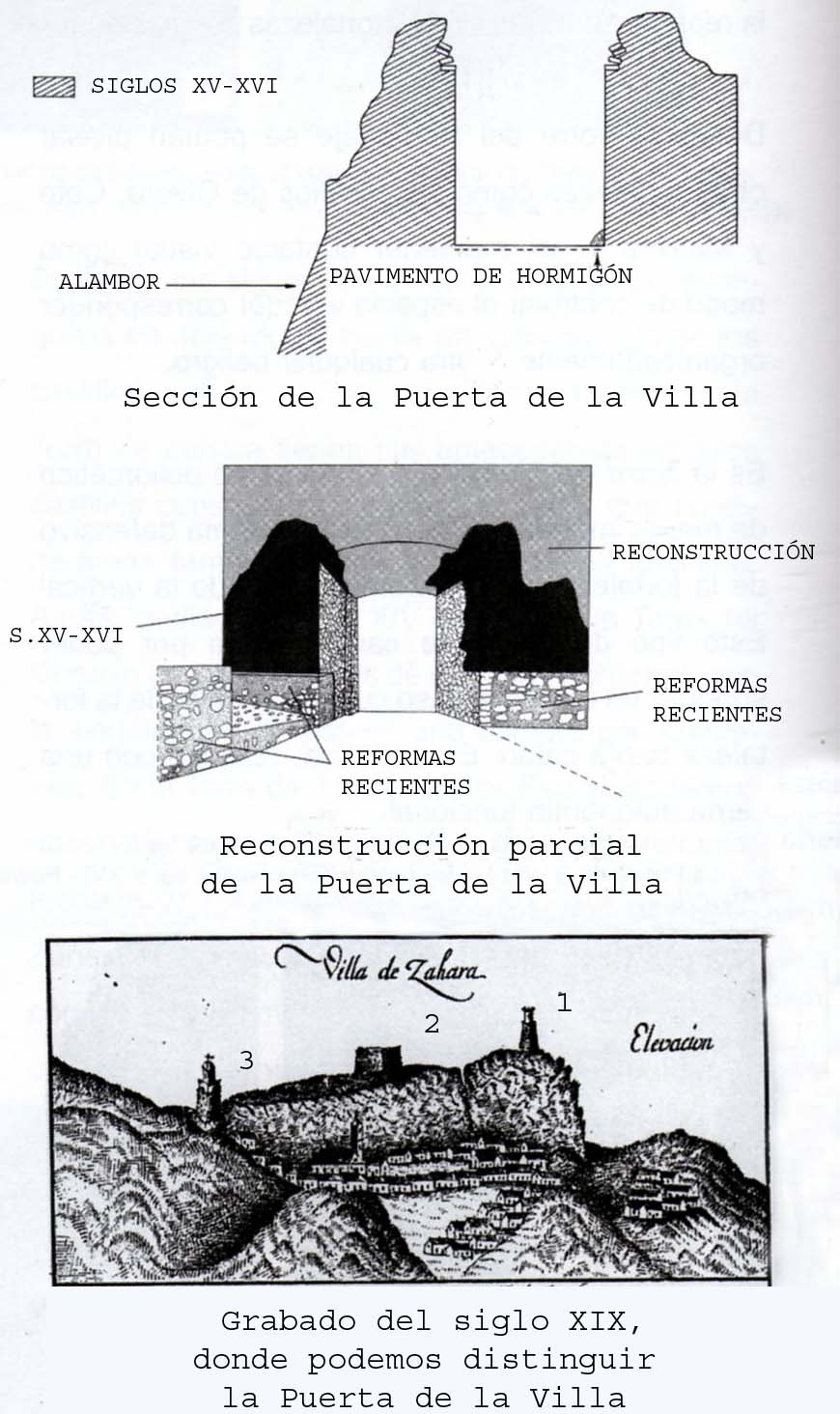
Puerta de la Villa Medieval.

Un grabado de 1811 que relata posiblemente el último uso militar de la fortificación de Zahara viene acompañado de un grabado de la planta y otro de una perspectiva frontal de la villa de Zahara en la que aparece la ubicación de tres elementos arquitectónicos de interés de dicha villa medieval: el Castillo (Torre del homenaje)(1), la torre - ábside de la antigua Iglesia Mayor(2) y, la última, la torre-puerta de entrada a la villa(3) que es el objeto de nuestro interés.
Se compone esta última de una base trapezoidal sobre la que se asienta un primer cuerpo cúbico en el que podemos apreciar una entrada en su pared frontal que debe ser el arco de entrada. También se observan cuatro ventanas, dos en la pared frontal y otras dos en el lateral norte. Sobre este cuerpo existe otro de menores dimensiones pero de igual configuración. Por último, un tercer cuerpo, cónico, más estrecho que los anteriores con cubierta abovedada culminado con lo que parece una veleta. Por tanto, nos encontramos ante una torre de tres cuerpos con entrada en el primero de ellos y que su situación espacial nos revela que es,sin duda, el denominado Arco de la Villa.

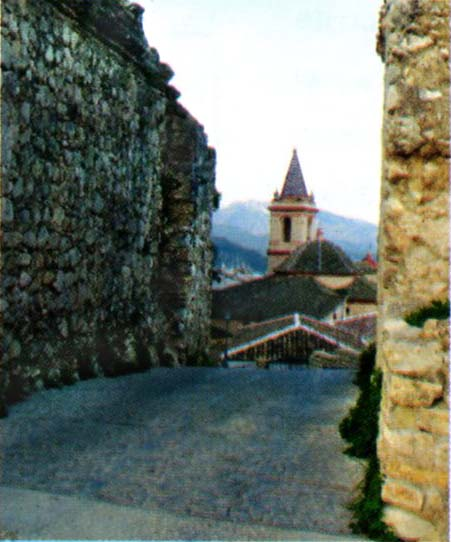
La Puerta en la actualidad.

En la actualidad, la Puerta de la Villa ubicada al final de la calle El Fuerte y al inicio de la subida hacia el Poblado Nazarí, se encuentra entre lienzos de muralla que Luis Cobos considera de época islámica. Conserva los dos paramentos laterales y el arranque del arco de bóveda de cañón.
Posee en su paramento exterior Norte un alambor(remate entre dos plantas,mediante un recrecido de mortero con forma curva) o talud para adaptarse al terreno rocoso sin descartar su carácter defensivo. El gran grosor de los dos paramentos laterales induce a pensar que recibiría una carga importante, y por tanto tendría una altura considerable con dominio de la verticalidad.

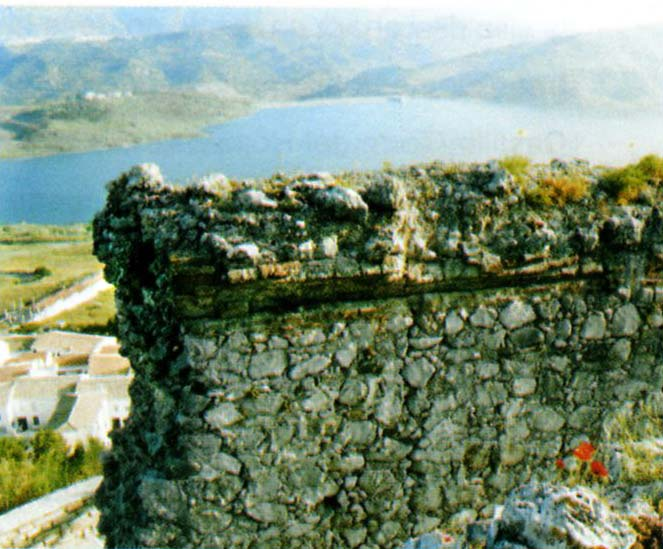
La Puerta vista desde arriba.

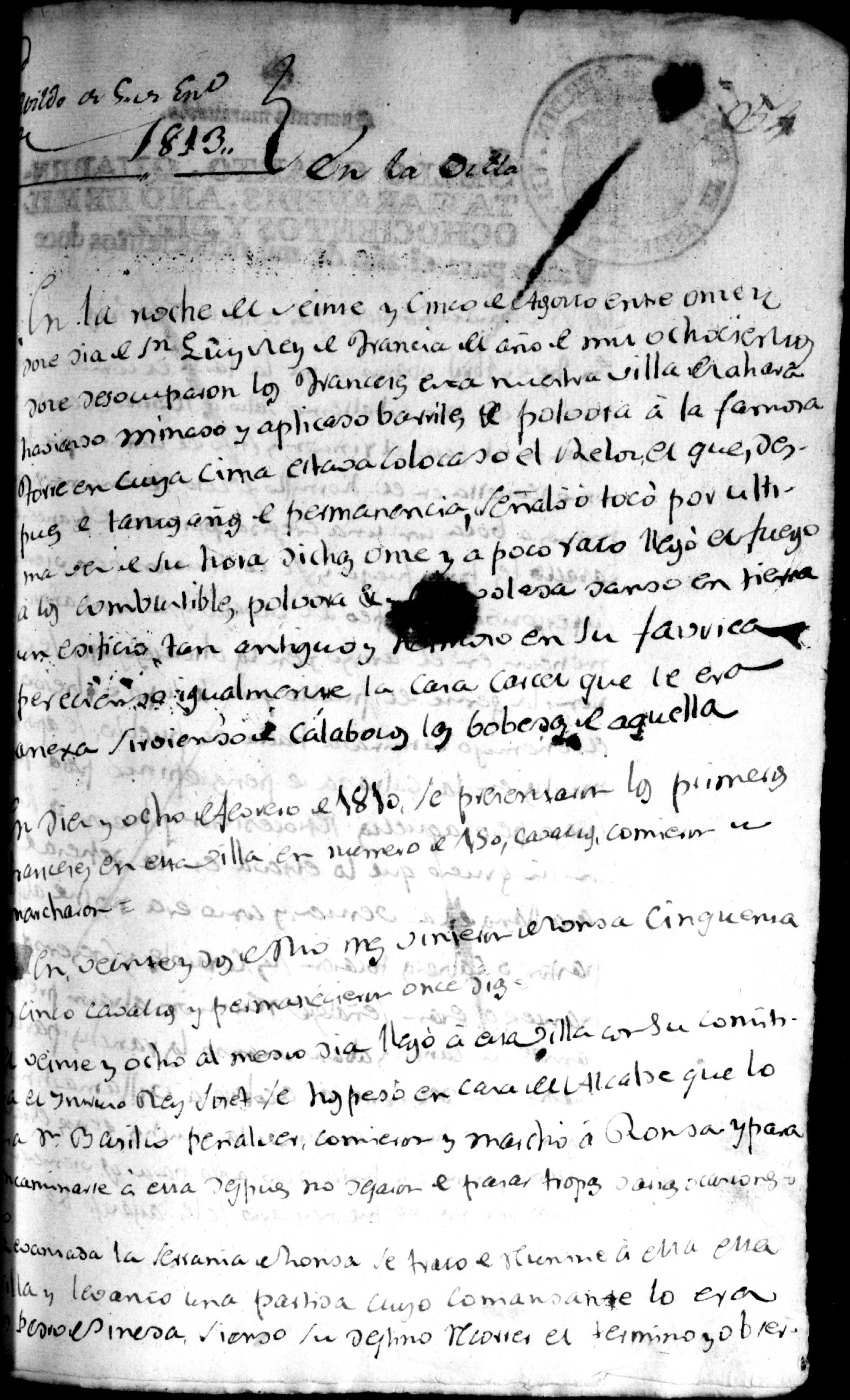
Acta capitular y el Reloj.

El arco, hoy desaparecido, sería de tipo carpanel(formado por varios arcos de círculo de diferentes centros, su aspecto es de un arco semielíptico)deprimido que no ofrece una cronología concreta aunque pudiera englobarse en ese momento del s.XV.
Los dos paramentos laterales aguantarían un cuerpo superior sobre el arco, del que se desconoce su fábrica y altura, aunque es posible que la primera fuera idéntica a la de los paramentos.
En el año 1812, los franceses abandonan Zahara y, en su retirada, explosionan la Puerta de la Villa Medieval como nos relata el acta capitular de 1813, a la vez que nos da más detalles de la Puerta de entrada a la villa medieval, permitiéndonos acercarnos un poco más a como fue dicha puerta.
"En la noche de veinte y cinco de agosto entre once y doce...del año de mil ochocientos doce desocuparon los franceses esta nuestra villa de zahara habiendo minado y aplicado barriles de pólvora a la famosa torre en cuya cima estaba colocado el relo, el que,después de tantos años de permanencia, señaló o tocó por última vez de su hora dichas once y a poco rato llegó el fuego a los combustibles pólvora...volada dando en tierra un edificio tan antiguo y hermoso en su fábrica pereciendo igualmente la casa cárcel que le era anexa sirviendo de calabozos las bóvedas de aquella".
Por tanto, parece que el grabado de 1811 tiene bastante verosimilitud y que el reloj bien pudo ocupar el último cuerpo de los tres que la componían.